# Línea 519 (Interurbanos Madrid)
La línea 519 de la red de autobuses interurbanos de Madrid une Móstoles con Villaviciosa de Odón.

## Características
Esta línea une entre sí los municipios de Móstoles y Villaviciosa de Odón, en un trayecto de 25 minutos de duración. Algunas expediciones proceden del Parque Finca Liana.
Siguiendo la numeración de líneas del CRTM, las líneas que circulan por el corredor 5 son aquellas que dan servicio a los municipios situados en torno a la A-5 y comienzan con un 5.
La línea no mantiene los mismos horarios todo el año, desde el 16 de julio al 31 de agosto se reducen el número de expediciones los días laborables entre semana (sábados laborables, domingos y festivos tienen los mismos horarios todo el año), además de los días excepcionales vísperas de festivo y festivos de Navidad en los que los horarios también cambian y se reducen.
Está operada por Arriva Madrid mediante la concesión administrativa VCM-501 - Madrid – Batres (Viajeros Comunidad de Madrid) del Consorcio Regional de Transportes de Madrid.
1. ↑  Arriva. «Arriva, frecuencias y horarios en Madrid». Arriva Madrid. Consultado el 8 de junio de 2024.

## Horarios

### 1 septiembre - 15 julio
| Lunes a viernes laborables | Lunes a viernes laborables | Sábados laborables, domingos y festivos | Sábados laborables, domingos y festivos |
| Móstoles > Villaviciosa    | Villaviciosa > Móstoles    | Móstoles > Villaviciosa                 | Villaviciosa > Móstoles                 |
| 06:00                      | 06:20                      | 06:00                                   | 06:40                                   |
| 06:30                      | 06:45                      | 06:40                                   | 07:20                                   |
| 06:55                      | 07:15                      | 07:20                                   | 08:00                                   |
| 07:05                      | 07:45                      | 08:00                                   | 08:40                                   |
| 07:15                      | 08:00                      | 08:40                                   | 09:20                                   |
| 07:30                      | 08:15                      | 09:20                                   | 10:00                                   |
| 07:45                      | 08:30                      | 10:00                                   | 10:40                                   |
| 08:00                      | 08:45                      | 10:40                                   | 11:20                                   |
| 08:05                      | 09:00                      | 11:20                                   | 12:00                                   |
| 08:15                      | 09:15                      | 12:00                                   | 12:40                                   |
| 08:30                      | 09:30                      | 12:40                                   | 13:20                                   |
| 08:45                      | 09:45                      | 13:20                                   | 14:00                                   |
| 09:00                      | 10:00                      | 14:00                                   | 14:40                                   |
| 09:15                      | 10:15                      | 14:40                                   | 15:20                                   |
| 09:30                      | 10:45                      | 15:20                                   | 16:00                                   |
| 10:00                      | 11:15                      | 16:00                                   | 16:40                                   |
| 10:30                      | 11:45                      | 16:40                                   | 17:20                                   |
| 11:00                      | 12:00                      | 17:20                                   | 18:00                                   |
| 11:30                      | 12:40                      | 18:00                                   | 18:40                                   |
| 12:00                      | 13:00                      | 18:40                                   | 19:20                                   |
| 12:30                      | 13:20                      | 19:20                                   | 20:00                                   |
| 13:00                      | 13:40                      | 20:00                                   | 20:40                                   |
| 13:25                      | 14:00                      | 20:40                                   | 21:20                                   |
| 13:45                      | 14:20                      | 21:20                                   | 22:00                                   |
| 14:05                      | 14:40                      | 22:00                                   | 22:40                                   |
| 14:25                      | 15:00                      |                                         |                                         |
| 14:45                      | 15:20                      |                                         |                                         |
| 15:05                      | 15:40                      |                                         |                                         |
| 15:25                      | 16:00                      |                                         |                                         |
| 15:45                      | 16:20                      |                                         |                                         |
| 16:05                      | 16:40                      |                                         |                                         |
| 16:25                      | 17:00                      |                                         |                                         |
| 16:45                      | 17:20                      |                                         |                                         |
| 17:05                      | 17:40                      |                                         |                                         |
| 17:25                      | 18:00                      |                                         |                                         |
| 17:45                      | 18:20                      |                                         |                                         |
| 18:05                      | 18:40                      |                                         |                                         |
| 18:25                      | 19:15                      |                                         |                                         |
| 18:45                      | 19:20                      |                                         |                                         |
| 19:05                      | 19:45                      |                                         |                                         |
| 19:25                      | 20:15                      |                                         |                                         |
| 20:00                      | 20:45                      |                                         |                                         |
| 20:35                      | 21:15                      |                                         |                                         |
| 21:00                      | 21:45                      |                                         |                                         |
| 21:30                      | 22:15                      |                                         |                                         |
| 22:00                      | 22:45                      |                                         |                                         |
| 22:30                      | 23:15                      |                                         |                                         |
| 23:00                      |                            |                                         |                                         |

### 16 julio - 31 agosto
| Lunes a viernes laborables | Lunes a viernes laborables | Sábados laborables, domingos y festivos | Sábados laborables, domingos y festivos |
| Móstoles > Villaviciosa    | Villaviciosa > Móstoles    | Móstoles > Villaviciosa                 | Villaviciosa > Móstoles                 |
| 06:00                      | 06:15                      | 06:00                                   | 06:40                                   |
| 06:40                      | 06:40                      | 06:40                                   | 07:20                                   |
| 07:00                      | 07:20                      | 07:20                                   | 08:00                                   |
| 07:20                      | 07:40                      | 08:00                                   | 08:40                                   |
| 07:40                      | 08:00                      | 08:40                                   | 09:20                                   |
| 08:00                      | 08:20                      | 09:20                                   | 10:00                                   |
| 08:20                      | 08:40                      | 10:00                                   | 10:40                                   |
| 08:40                      | 09:00                      | 10:40                                   | 11:20                                   |
| 09:00                      | 09:20                      | 11:20                                   | 12:00                                   |
| 09:20                      | 09:40                      | 12:00                                   | 12:40                                   |
| 10:00                      | 10:00                      | 12:40                                   | 13:20                                   |
| 10:40                      | 10:40                      | 13:20                                   | 14:00                                   |
| 11:20                      | 11:20                      | 14:00                                   | 14:40                                   |
| 12:00                      | 12:00                      | 14:40                                   | 15:20                                   |
| 12:40                      | 12:40                      | 15:20                                   | 16:00                                   |
| 13:20                      | 13:00                      | 16:00                                   | 16:40                                   |
| 13:40                      | 13:20                      | 16:40                                   | 17:20                                   |
| 14:00                      | 13:40                      | 17:20                                   | 18:00                                   |
| 14:20                      | 14:00                      | 18:00                                   | 18:40                                   |
| 15:00                      | 14:20                      | 18:40                                   | 19:20                                   |
| 15:20                      | 14:40                      | 19:20                                   | 20:00                                   |
| 16:00                      | 15:00                      | 20:00                                   | 20:40                                   |
| 16:40                      | 15:20                      | 20:40                                   | 21:20                                   |
| 17:20                      | 15:40                      | 21:20                                   | 22:00                                   |
| 18:00                      | 16:00                      | 22:00                                   | 22:40                                   |
| 18:40                      | 16:20                      |                                         |                                         |
| 19:20                      | 16:40                      |                                         |                                         |
| 20:00                      | 17:20                      |                                         |                                         |
| 20:40                      | 18:00                      |                                         |                                         |
| 21:20                      | 18:40                      |                                         |                                         |
| 22:00                      | 19:20                      |                                         |                                         |
|                            | 20:00                      |                                         |                                         |
| 20:40                      |                            |                                         |                                         |
| 21:20                      |                            |                                         |                                         |
| 22:00                      |                            |                                         |                                         |
| 22:40                      |                            |                                         |                                         |

1. 1 2 3  Procede de Parque Finca Liana (Móstoles) 15 minutos antes.

## Recorrido y paradas

### Sentido Villaviciosa
| Código                                                                               | Parada                                  | Común con                                             | Conexiones con Metro y Cercanías | Municipio            |
| ------------------------------------------------------------------------------------ | --------------------------------------- | ----------------------------------------------------- | -------------------------------- | -------------------- |
| Las expediciones procedentes del Parque Finca Liana realizan las siguientes paradas: |                                         |                                                       |                                  |                      |
| 08622                                                                                | Av. Portugal - Parque Finca Liana       | 498 498A 499 529 529A 529H 531 531A                   |                                  | Móstoles             |
| 16540                                                                                | Av. Portugal - Benito Pérez Galdós      | 498 498A 499 529 529A 529H 531 531A                   |                                  | Móstoles             |
| 18532                                                                                | Av. Portugal - Rio Duero                | 498 498A 499 522 524 526 529 529A 529H 531 531A 535 5 |                                  | Móstoles             |
| 08601                                                                                | Av. Dos de Mayo - Huesca                | 520 521 1 2 3                                         |                                  | Móstoles             |
| 08573                                                                                | Juan XXIII - Residencia                 | 520 521 2 3                                           | Pradillo                         | Móstoles             |
| 08584                                                                                | Cartaya - Castellón                     | 520 521                                               |                                  | Móstoles             |
| 09704                                                                                | Canarias - Luis Jiménez de Asúa         | 526 527                                               |                                  | Móstoles             |
| Paradas del itinerario común                                                         |                                         |                                                       |                                  |                      |
| 19274                                                                                | Av. Portugal - Est. Móstoles Central    | 498A 499                                              | Móstoles Central                 | Móstoles             |
| 08902                                                                                | Av. Portugal - Granada                  | 535 5                                                 |                                  | Móstoles             |
| 12955                                                                                | Granada - Jaén                          | 498 526                                               |                                  | Móstoles             |
| 18541                                                                                | Granada - Maestros                      | 498 526                                               |                                  | Móstoles             |
| 08623                                                                                | Granada - Est. Móstoles El Soto         | 519A 524 529H 3                                       | Móstoles-El Soto                 | Móstoles             |
| 09350                                                                                | Ctra. M856 - C.º de las Pajarillas      | 519A                                                  |                                  | Móstoles             |
| 08632                                                                                | Ctra. M856 - Pinares Llanos             | 519A                                                  |                                  | Móstoles             |
| 09348                                                                                | Ctra. M856 - Av. de Móstoles            | 519A                                                  |                                  | Villaviciosa de Odón |
| 10863                                                                                | Av. Móstoles - Av. Quitapesares         | 519A                                                  |                                  | Villaviciosa de Odón |
| 12004                                                                                | Av. Calatalifa - San Lorenzo            | 519A                                                  |                                  | Villaviciosa de Odón |
| 09347                                                                                | Av. Calatalifa - San Antonio            | 519A 551 581                                          |                                  | Villaviciosa de Odón |
| 08917                                                                                | Av. Príncipe Asturias - Centro Cultural | 510 510B 518 519A 567                                 |                                  | Villaviciosa de Odón |
| 08913                                                                                | Av. Príncipe Asturias - Pelícano        | 510 510B 518 519A 567 581                             |                                  | Villaviciosa de Odón |
| 10566                                                                                | Av. Príncipe Asturias - Bispo           | 510 510B 518 519A 567                                 |                                  | Villaviciosa de Odón |
| 11352                                                                                | Av. Príncipe Asturias - Av. Naciones    | 510 510B 518 519A 567 581                             |                                  | Villaviciosa de Odón |
| 13299                                                                                | Av. Príncipe Asturias - Av. Vaillo      | 510 510B 518 519A 567                                 |                                  | Villaviciosa de Odón |
| 13133                                                                                | Tajo - Universidad                      | 510 510A 518 VAC-246                                  |                                  | Villaviciosa de Odón |
| 13134                                                                                | Tajo - Miño                             | 510 510A 518                                          |                                  | Villaviciosa de Odón |
| 09832                                                                                | Miño - Pisuerga                         | 510                                                   |                                  | Villaviciosa de Odón |
| 12706                                                                                | Guadiana - Miño                         |                                                       |                                  | Villaviciosa de Odón |
| 13139                                                                                | Duero - Centro Comercial                | 518                                                   |                                  | Villaviciosa de Odón |
| 13140                                                                                | Tera - Centro Comercial                 | 518                                                   |                                  | Villaviciosa de Odón |

### Sentido Móstoles
| Código | Parada                                 | Común con                                             | Conexiones con Metro y Cercanías | Municipio            |
| ------ | -------------------------------------- | ----------------------------------------------------- | -------------------------------- | -------------------- |
| 13140  | Tera - Centro Comercial                | 518                                                   |                                  | Villaviciosa de Odón |
| 15045  | Guadiana - Miño                        |                                                       |                                  | Villaviciosa de Odón |
| 15160  | Miño - Pisuerga                        | 510                                                   |                                  | Villaviciosa de Odón |
| 13135  | Tajo - Miño                            | 510 518                                               |                                  | Villaviciosa de Odón |
| 10574  | Tajo - Universidad                     | 510 510B 518 VAC-246                                  |                                  | Villaviciosa de Odón |
| 13298  | Av. Príncipe Asturias - Av. Vaillo     | 510 510A 510B 518 519A 567                            |                                  | Villaviciosa de Odón |
| 11353  | Av. Ppe. Asturias - Av. Concordia      | 510 510A 510B 518 519A 567                            |                                  | Villaviciosa de Odón |
| 10565  | Av. Ppe. Asturias - Servicios Sociales | 510 510A 510B 518 519A 567                            |                                  | Villaviciosa de Odón |
| 19012  | Av. Ppe. Asturias - Centro de Salud    | 510 510A 510B 518 519A 567                            |                                  | Villaviciosa de Odón |
| 08916  | Av. Ppe. Asturias - Centro Cultural    | 510 510A 510B 518 519A 567                            |                                  | Villaviciosa de Odón |
| 09346  | Av. Calatalifa - Magnolia              | 510A 519A 551                                         |                                  | Villaviciosa de Odón |
| 11710  | Av. Calatalifa - Orquídea              | 510A 519A                                             |                                  | Villaviciosa de Odón |
| 10862  | Av. de Móstoles - Carpinteros          | 519A                                                  |                                  | Villaviciosa de Odón |
| 09349  | Av. de Móstoles - Ctra. M856           | 519A                                                  |                                  | Villaviciosa de Odón |
| 08633  | Ctra. M856 - Pinares Llanos            | 519A                                                  |                                  | Móstoles             |
| 09351  | Ctra. M856 - C.º de las Pajarillas     | 519A                                                  |                                  | Móstoles             |
| 11355  | Granada - Est. Móstoles El Soto        | 519A 524 529H 3                                       | Móstoles-El Soto                 | Móstoles             |
| 18540  | Granada - Maestros                     | 498 526                                               |                                  | Móstoles             |
| 12956  | Granada - Jaén                         | 498 526                                               |                                  | Móstoles             |
| 08622  | Av. Portugal - Parque Finca Liana      | 498 498A 499 529 529A 529H 531 531A                   |                                  | Móstoles             |
| 16540  | Av. Portugal - Benito Pérez Galdós     | 498 498A 499 529 529A 529H 531 531A                   |                                  | Móstoles             |
| 18532  | Av. Portugal - Rio Duero               | 498 498A 499 522 524 526 529 529A 529H 531 531A 535 5 |                                  | Móstoles             |
| 08601  | Av. Dos de Mayo - Huesca               | 520 521 1 2 3                                         |                                  | Móstoles             |
| 08573  | Juan XXIII - Residencia                | 520 521 2 3                                           | Pradillo                         | Móstoles             |
| 08584  | Cartaya - Castellón                    | 520 521                                               |                                  | Móstoles             |
| 09704  | Canarias - Luis Jiménez de Asúa        | 526 527                                               |                                  | Móstoles             |
| 19274  | Av. Portugal - Est. Móstoles Central   | 498A 499                                              | Móstoles Central                 | Móstoles             |